# Municipio de Tecuala
El municipio de Tecuala es un municipio del estado de Nayarit, México. Tiene una superficie de 1011.06 km². Limita al norte con el municipio de Acaponeta, al noroeste con el estado de Sinaloa, al sur con Rosamorada y al suroeste con Santiago Ixcuintla.

## Toponimia
La castellanización del vocablo Tecuallan que significa “Lugar de muchas fieras”.

## Escudo
Los flancos izquierdo y derecho aparecen dos dos fieras altivas que representan la tierra de Aztlán custodiada a un jaguar.
El mar al centro del escudo, representa la riqueza otorgada a la población y las bellas playas del municipio flanqueadas por dos palmeras y una barca. En la parte inferior, aparece un grano de frijol, un elote y una planta de tabaco, símbolos de la generosidad de la tierra. El camarón representa la importancia de la actividad pesquera.

## Localización
El municipio de Tecuala se localiza en la parte norte del estado de Nayarit, entre los paralelos 22°14′, y 22°34′ de latitud norte y los meridianos 105°14′ y 105°45′ de longitud oeste.

### Límites municipales
Tiene límites administrativos con los siguientes municipios y/o accidentes geográficos, según su ubicación:
| Noroeste: Escuinapa (Sinaloa)        | Norte: Acaponeta |                     |
| Oeste: Océano Pacífico               |                  | Este: Acaponeta     |
| Suroeste: Santiago Ixcuintla, Tuxpan | Sur: Rosamorada  | Sureste: Rosamorada |

## Reseña histórica
Tecuala antes de la conquista perteneció al reino de Aztlán, de la Federación de Chimalhuacán. En 1530, arribó el expedicionario español Nuño Beltrán de Guzmán, que en su empresa de conquista tuvo que enfrentar a los indígenas de la región, quienes luego de ser derrotados por éste optaron por ofrecer fiestas a sus vencedores. El Señor Corinca les ofreció un emocionante espectáculo que consistía en una lucha a muerte entre un cocodrilo y un jaguar.
Durante su estancia en el territorio, se registraron fuertes lluvias e inundaciones durante las cuales murieron muchos españoles; la gran cantidad de muertos dio lugar a epidemias que diezmaron aún más a conquistadores y naturales. En 1531, Nuño Beltrán de Guzmán reorganiza su ejército debilitado y continuó la conquista hacia el Estado de Sinaloa.
El XXVII H. Ayuntamiento Constitucional de Tecuala en sesión solemne de Cabildo del día 12 de julio de 2019, declaró oficialmente instituido el día 24 de junio de 1583 como la fecha oficial de la Fundación Hispánica del pueblo de Tecuala. Durante el gobierno del Jefe Político del Territorio de Tepic General Mariano Ruiz, se convirtió a Tecuala en Subprefectura el primero de julio de 1906 y a partir de 1918 se le consideró municipio del Estado Libre y Soberano de Nayarit. En este mismo año que se decreta la dotación de tierras a los campesinos de San Felipe Aztatán, que se convirtió en uno de los primeros ejidos del estado.

## Extensión
Su extensión territorial es de 1,137 km² que representan el 4.12% de la superficie total del estado. En cuanto a dimensión ocupa el noveno lugar estatal.

## Orografía
Tiene dos formas de relieve: zonas planas, que abarcan el 95% de la superficie del municipio, comprendiendo localidades como Tecuala, Quimichis y San Felipe Aztatán. En las zonas accidentadas, que comprenden el 5% restante, se encuentran localidades como Las Lumbres y Tierra Generosa. Tiene una altura media sobre el nivel del mar de 10 metros y su elevación principal, el Cerro de Los Encinos, cuenta con una altura de 200 m s. n. m.

## Hidrografía
El municipio tiene tres ríos: el Acaponeta, que fluye por todo el municipio y desemboca en la laguna de Agua Brava; Las Cañas, que es el límite con el estado de Sinaloa y desemboca en el estero de Teacapán; y el San Francisco. Tiene arroyos de caudal permanente entre los que destacan: Las Anonas y la Presa; así como, las lagunas y esteros de Agua Brava y Cuautla, por mencionar alguno.

### Clima
El clima en el municipio es cálido, tropical, subhúmedo, con régimen de lluvias de junio a septiembre, meses calurosos de junio a agosto, con vientos de norte a sur. La precipitación pluvial media anual es de 1,200 milímetros y la temperatura es de 22 °C, variando entre los 26 °C y 18 °C.

## Principales ecosistemas
La vegetación dominante es tropical, existen cocoteros y manglares en las partes bajas del municipio, pero en algunos casos han sido sustituidas por siembras agrícolas. Tiene algunas zonas de vegetación exuberante y virgen donde abundan venados, tigrillos, conejos, mapaches, tejones, tlacuaches, armadillos y una gran variedad de aves y reptiles.

### Recursos naturales
El municipio cuenta con la pesca como principal recurso. Esta actividad se desarrolla en el litoral, lagunas y esteros, donde la explotación del camarón y la pesca de escama son las principales especies de captura. Las zonas dedicadas a la explotación del turismo son importantes por sus playas. Además, existen pequeñas zonas dedicadas a la explotación forestal. Cuenta con importantes áreas agrícolas y ganaderas.

### Características y uso del suelo
El suelo empleado en la agricultura tiene como principales cultivos el sorgo, frijol, tabaco y maíz; otra parte se utiliza para la producción de frutales y hortalizas como melón, jícama, chile y tomate. Del territorio municipal el 64% tiene uso agropecuario, 23% de agostadero, 1% es bosque y el 13% corresponde a cuerpos de agua y a otros usos.

## Perfil sociodemográfico
Grupos étnicos: Es el municipio con menos población indígena, 70 habitantes que representan el 0.17%. Predominan las etnias Tepehuana y Cora con 26 y 17 indígenas, respectivamente.  De acuerdo a los resultados que presentó el II Conteo de Población y Vivienda en el 2005, en el municipio habitan un total de 149 personas que hablan alguna lengua indígena.
Evolución Demográfica: Presenta una tendencia decreciente. En 1990, el censo poblacional alcanzó los 45,793 habitantes, en tanto que en 1995 alcanzó los 44,973, es decir, la tasa de crecimiento del periodo 1990-1995 fue del -0.3%. El 49.2% de los habitantes corresponden al sexo femenino.
De acuerdo a los resultados que presentó el II Conteo de Población y Vivienda en el 2005,  el municipio cuenta con un total de 37,234 habitantes.

### Religión
La religión principal es la católica, la cual es practicada por 95% de la población, el 1.8% no profesa ninguna religión y el restante 3.2% practica otras.

## Infraestructura social y de comunicaciones

### Educación
El municipio de Tecuala atiende a la población escolar mediante 37 centros educativos de educación preescolar, 53 de educación primaria ubicadas en las localidades más importantes, 24 de educación secundaria; tres de nivel bachillerato y tres más de profesional medio. Existen un centro de capacitación para el trabajo y otro para el desarrollo comunitario. En la cabecera municipal existen dos bibliotecas públicas y el índice de analfabetismo es de 11.95%.

### Salud
La atención a la salud es prestada por los servicios médicos de seguridad social, en los que el IMSS participa con una clínica, en tanto que el ISSSTE participa con dos unidades para su población derechohabiente. Por el lado de la asistencia social existen cinco clínicas de IMSS-SOLIDARIDAD y 9 de la Secretaría de Salud de Nayarit, 8 de primer nivel y una unidad hospitalaria. El DIF municipal ofrece consulta médica en un centro asistencial.

### Abasto
Los particulares ofrecen los servicios de abasto de mercancías a los mercados públicos, tiendas, verdulerías, carnicerías, etc. El abasto se concentra en la cabecera municipal y en zonas rurales se cuenta con tiendas.

### Deporte
Cuenta con un estadio de béisbol y tres unidades deportivas en la cabecera municipal; además de 53 centros deportivos distribuidos en las localidades con más concentración demográfica. En esta zona predomina la práctica del béisbol, basquetbol y fútbol.

### Vivienda
El municipio tiene un total de 10,415 viviendas de las cuales 10,401 son viviendas particulares y 14 de tipo colectivo. De las viviendas localizadas en el municipio el 83.4% cuenta con agua potable, el 86.6% con drenaje y aproximadamente el 96.3% disponen de energía eléctrica. El municipio tiene un promedio de 4 ocupantes por vivienda, promedio menor al estatal.
La vivienda en la zona rural en su mayor parte, es construida con materiales ligeros como la madera, adobe, ladrillo y lámina. En la cabecera municipal la vivienda es más moderna y de materiales de alta resistencia.
De acuerdo a los resultados que presentó el II Conteo de Población y Vivienda en el 2005, en el municipio cuentan con un total de 10,113 viviendas de las cuales 10,007 son particulares.

### Servicios públicos
Se proporciona por parte del municipio los servicios de alumbrado público, alcantarillado, parques, jardines, centros deportivos y recreativos, mercado, rastro, panteón y seguridad pública, principalmente en la cabecera municipal.

### Medios de comunicación
El municipio mantiene actualmente una red telefónica muy amplia que abarca a la mayoría de las localidades, dispone de una administración de correos y otra de telégrafos, cuenta con 19 agencias postales en el mismo número de localidades. Recibe las señales de televisión y radio estatales, regionales y nacionales. Tiene sólo un periódico que se edita localmente, pero también circulan periódicos estatales, regionales y nacionales.

### Vías de comunicación
La red de carreteras del municipio es de 214.3 kilómetros, de los cuales 130.5 son caminos rurales revestidos, 62.5 carreteras pavimentadas alimentadoras estatales, 5.4 carretera troncal federal, 14.4 carreteras revestidas alimentadoras estatales y únicamente 1.5 kilómetros son de terracería. Las carreteras pavimentadas son Tecuala-Novillero; Tecuala-entronque carretera internacional y San Felipe Aztátan; y Milpas Viejas-entronque carretera internacional. Dispone de una aeropista y una terminal de autobuses a donde llegan las líneas de autotransporte local, estatal y nacional.

## Actividad económica

### Agricultura
La superficie sembrada del municipio alcanza las 37,109 hectáreas. Los cultivos más representativos son el sorgo, frijol, tabaco, maíz, chile, sandía, melón y jícama. El sorgo y frijol alcanzan el 85% del total de la superficie sembrada en el ciclo primavera-verano.

### Ganadería
Es el tercer productor de bovinos en el estado, después de La Yesca y Tepic, con una población de 57,645 cabezas. En equinos, con una población de 6,904 cabezas, ocupa el segundo lugar en el estado, después de Tepic. En ganado porcino cuenta con 8,054 cabezas, en caprino 1,852 y en ovino 481. En cuanto a aves se refiere el municipio cuenta con 158,600 unidades y colmenas 195.

### Pesca
El principal producto pesquero es el camarón con casi 1,100 toneladas anuales. De los tipos de camarón, el más importante por volumen de producción es el camarón de estero, aunque también representa un papel importante el camarón de cultivo y el de mar. Complementa la producción pesquera la captura de especies como: huachinango, lisa, langostino y tilapia. La producción anual se sitúa por arriba de las 1,300 toneladas.

### Manufactura
Los giros manufactureros que predominan son los de alimentos, bebidas y tabaco, que representan el 84% de la producción bruta del sector manufacturero en el municipio; le siguen en importancia: textiles, prendas de vestir e industria del cuero con un 5.7%, los productos metálicos, así como la maquinaria y equipo con el 5.4% del total municipal.

### Comercio
El comercio al mayoreo cuenta con 23 establecimientos y emplea a 150 personas. El total de ingresos derivados de la actividad representa el 23%, siendo los alimentos, bebidas y tabaco los más significativos. El 77% restante corresponde a la actividad comercial al menudeo, en donde los alimentos, bebidas, tabaco y venta de gasolina representan el papel preponderante.

### Servicios
El municipio cuenta con 381 establecimientos de servicios. Las industrias restaurantera y hotelera, son las que mayores ingresos brutos perciben, con 46%, enseguida se encuentran los relacionados con la reparación y mantenimiento con 15% y, finalmente, los servicios relacionados con la agricultura, ganadería, construcción, transportes, financiero y comercio, con 13%

### Población económicamente activa por sector
La población económicamente activa, representa el 26% de la población total del municipio. Se distribuye de la siguiente manera: el 56% participa en actividades del sector agrícola, el 9% en actividades del sector manufacturero y 30% en el sector servicios. El restante 5% se ubica en actividades no especificadas.

## Atractivos culturales y turísticos

### Monumentos históricos
Destaca en el municipio el templo del Sagrado Corazón de Jesús, construido a mediados del presente siglo. En el ejido de San Cayetano se encuentra el casco de la hacienda del mismo nombre que data del siglo XVIII.
En San Felipe Aztatán se encuentra el monumento erigido a la mexicanidad, ya que se considera a la localidad como la Patria Primitiva de los Mexicas o Aztecas. José López Portillo y Weber señala que en ese lugar llamado anteriormente Aztatlán, se inició la peregrinación que culminó con la fundación de México-Tenochtitlán.

## Fiestas y tradiciones
Su fiesta importante es la del día 12 de diciembre cuando se celebra a la Virgen de Guadalupe en la que, previamente, del 4 al 12 de diciembre, se realizan procesiones, danzas, juegos pirotécnicos, eventos deportivos y bailes populares. En los meses de junio-julio, se festeja al santo patrono del pueblo, el sagrado Corazón de Jesús.

### Música
La música de Regional Mexicano es la que principalmente se escucha en la localidad

### Artesanías
Se elaboran redes y artes de pesca, morrales, bolsas, trabajos de talabartería y herrería. Es abundante el camarón seco (deshidratado), con el cual realizan las conocidas barcinas, que es un método de conservación de alimentos que permite enfrentar la escasez. Se envuelve el camarón seco en forma esférica, se cubren con hoja de palma que absorbe la humedad del medio ambiente y al final se cubre con una red de piola tejida artísticamente, constituyendo ésta una verdadera obra artesanal.

## Gastronomía
Es rico el municipio en la preparación de diferentes platillos de camarón y pescado, aunque también se preparan platillos con carne de res. Las bebidas tradicionales son aguas frescas de cebada, horchata, tamarindo, nanché y jamaica. Quienes visitan Tecuala acuden a los centros botaneros, ya que con el consumo de bebidas se ofrecen botanas elaboradas con camarón, pescado y otros antojitos. También son demandados los tamales de camarón y las diversas presentaciones de cocadas.

## Centros turísticos
La playa Novillero, popular y muy visitada, figura en los registros del Libro Guinness por sus 82 kilómetros de extensión y 50 metros de ancho, en ella es posible la práctica de los deportes acuáticos. El río Acaponeta desemboca en este punto y cerca se encuentra la laguna de Agua Brava, zona de gran producción pesquera y camaronera. En San Felipe Aztatán se encuentra el ya mencionado monumento a “La Mexicanidad”.

## Hermanamientos
La ciudad de Tecuala tiene Hermanamientos con 0035 ciudades alrededor del mundo
- Regla, Cuba (2002)[4]
- Alcaldía Xochimilco,  México (2013)[5]
- Ciudad de México,  México (2013)[6]
- Caborca, México (2018)[7]